# Michał Leon Drucki Sokoliński
Michał Leon (Michał Karol) Drucki Sokoliński herbu własnego (zm. 8 października 1690) – marszałek sejmu nadzwyczajnego 1672 roku, pisarz wielki litewski w 1672 roku, marszałek orszański w latach 1655–1690, cześnik orszański w 1654 roku.
Poseł sejmiku orszańskiego na sejm 1665 roku. Poseł sejmiku mińskiego powiatu orszańskiego na sejm wiosenny 1666 roku. Poseł sejmiku orszańskiego na drugi sejm 1666 roku i sejm 1667 roku. Na sejmie 1667 roku wyznaczony z koła poselskiego komisarzem do zapłaty wojsku Wielkiego Księstwa Litewskiego.
Poseł na sejm konwokacyjny 1668 roku z powiatu wileńskiego. Był członkiem konfederacji generalnej zawiązanej 5 listopada 1668 roku na tym sejmie. Był posłem powiatu smoleńskiego województwa smoleńskiego na sejm nadzwyczajny 1672 roku. Jako poseł na sejm konwokacyjny 1674 roku z województwa brzeskolitewskiego był członkiem konfederacji generalnej zawiązanej 15 stycznia 1674 roku na tym sejmie. W 1674 roku był elektorem Jana III Sobieskiego z województwa wileńskiego i posłem tego województwa na sejm elekcyjny. Podpisał pacta conventa Jana III Sobieskiego w 1674 roku. Poseł na sejm koronacyjny 1676 roku z Orszy. Poseł na sejm 1677 roku wyznaczony do Trybunału Skarbowego Wielkiego Księstwa Litewskiego. Poseł na sejm grodzieński 1678–1679 roku. Poseł na sejm 1685 roku.